# Obere Mühle

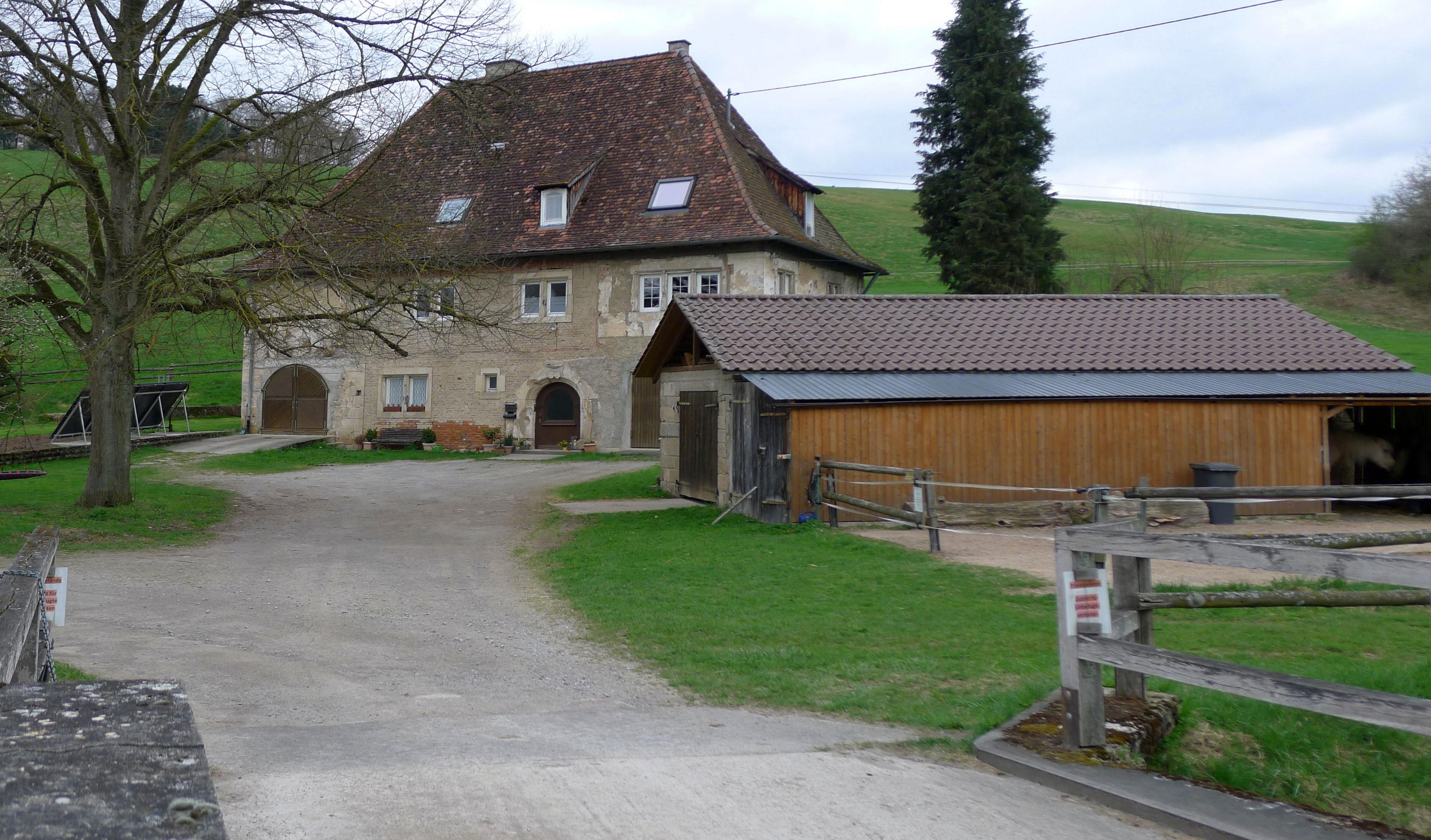
De Obere Mühle

De Obere Mühle (“bovenste molen”) is stroomafwaarts de eerste en hoogstgelegen watermolen van de elf stuks in het Siebenmühlental, het dal van de Reichenbach, vlak bij Musberg, een stadsdeel van Leinfelden-Echterdingen, ten zuiden van Stuttgart, in het zuidwesten van Duitsland. Het is een van oudste molens uit het dal. De molen hoort bij de marke Musberg. In de molen werd tot het begin van de 20e eeuw graan tot meel gemalen.

## Geschiedenis

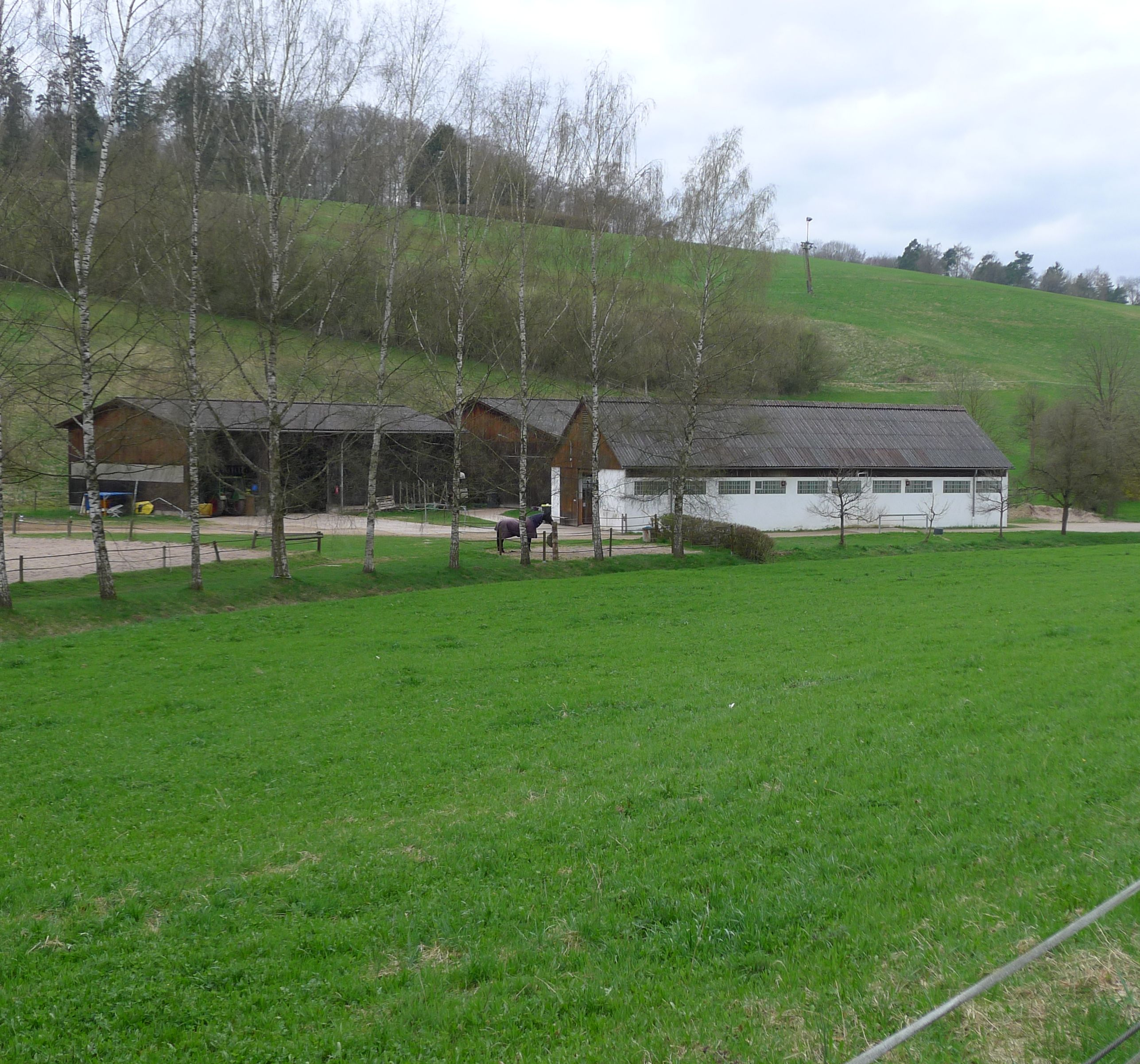
De paardenstallen bij de Obere Mühle

De eerste vermelding van de molen was in 1383, toen nog onder de naam Mohrenmühle (in documenten van Schönbuch "des Moren mulin"), genoemd naar de familie Mor of Mohr die de molen meer dan 175 jaar lang bezat. Waarschijnlijk is de molen gebouwd in samenhang met een voormalig kasteel dat op de tegenoverliggende zijde van het beekdal was gelegen. Het gebouw telt twee verdiepingen. Het hoge dak is een schilddak en de muren zijn massief, in tegenstelling tot de andere molens in het dal. De westgevel vertoont, met een indrukwekkende gevelpunt en vensters met Renaissance-eigenschappen, eveneens voorname invloeden.
Sinds 1603 was de molen in het bezit van burgers van Stuttgart en in de loop van de 17e eeuw werd ze Laxenmühle genoemd, naar de familie Lax die in die periode het bewind erover voerde. Uit die tijd stamt de wapensteen boven het ingangsportaal van de molen die een vis, een zalm (Lachs) toont. Ook zijn er twee initialen van de echtelieden op te zien: IL (Johann Lax) en BL (Barbara Lax) en het jaartal 1622. Sinds begin 18e eeuw is de neutrale naam Obere Mühle in gebruik. Na een brand in 1723 werd de molen weer gerestaureerd tot het gebouw zoals het nog steeds is.  Bij het herbouwen is de wapensteen eveneens herplaatst.
In 1775 werd naast het malen van graan ook begonnen met het verwerken van hennepvezels en andere gewasvezels als voorbereiding voor koord- en touwproductie. In 1885 wordt er een houtzaagmachine aan de molen gekoppeld. In het begin van de 20e eeuw werd het malen van graan beëindigd en werd overgegaan op het zagen van hout. In de jaren 20 van de 20e eeuw werd de molen, zoals zoveel molens, helemaal stilgelegd. In 1935 verwierven een zekere Kaufmann uit Möringen en de nationaalsocialistische functionaris dr. Kurt Entress de molen.
In 1944 werd bij een bombardement de stal, behorende bij de molen, verwoest en in 1945 werd de molen geplunderd. Na de Tweede Wereldoorlog deed de molen dienst als agrarisch bedrijf. De laatste molenaar was Daniel Schlecht en sinds 1952 is de molen in het bezit van de familie Fischer.
Tegenwoordig wordt rond de molen een paardenpensionbedrijf gevoerd met 14 paardenboxen en een manege van 650 m2. De stal wordt beheerd door  paardrijvereniging Obere Mühle e.V. De molen valt onder monumentenzorg.

## Wintersport

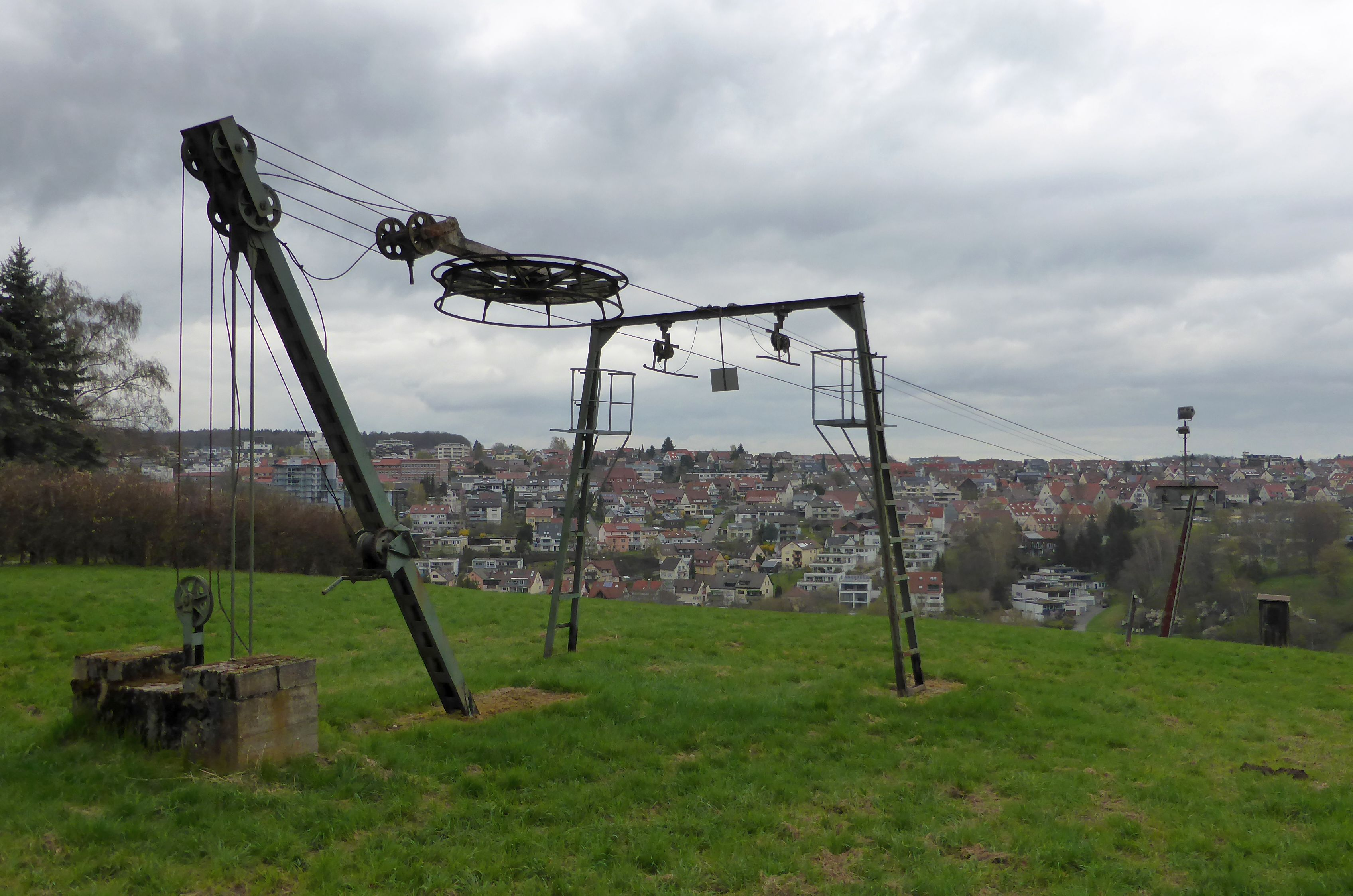
De restanten van de Piz Mus skilift op de helling van de Hauberg

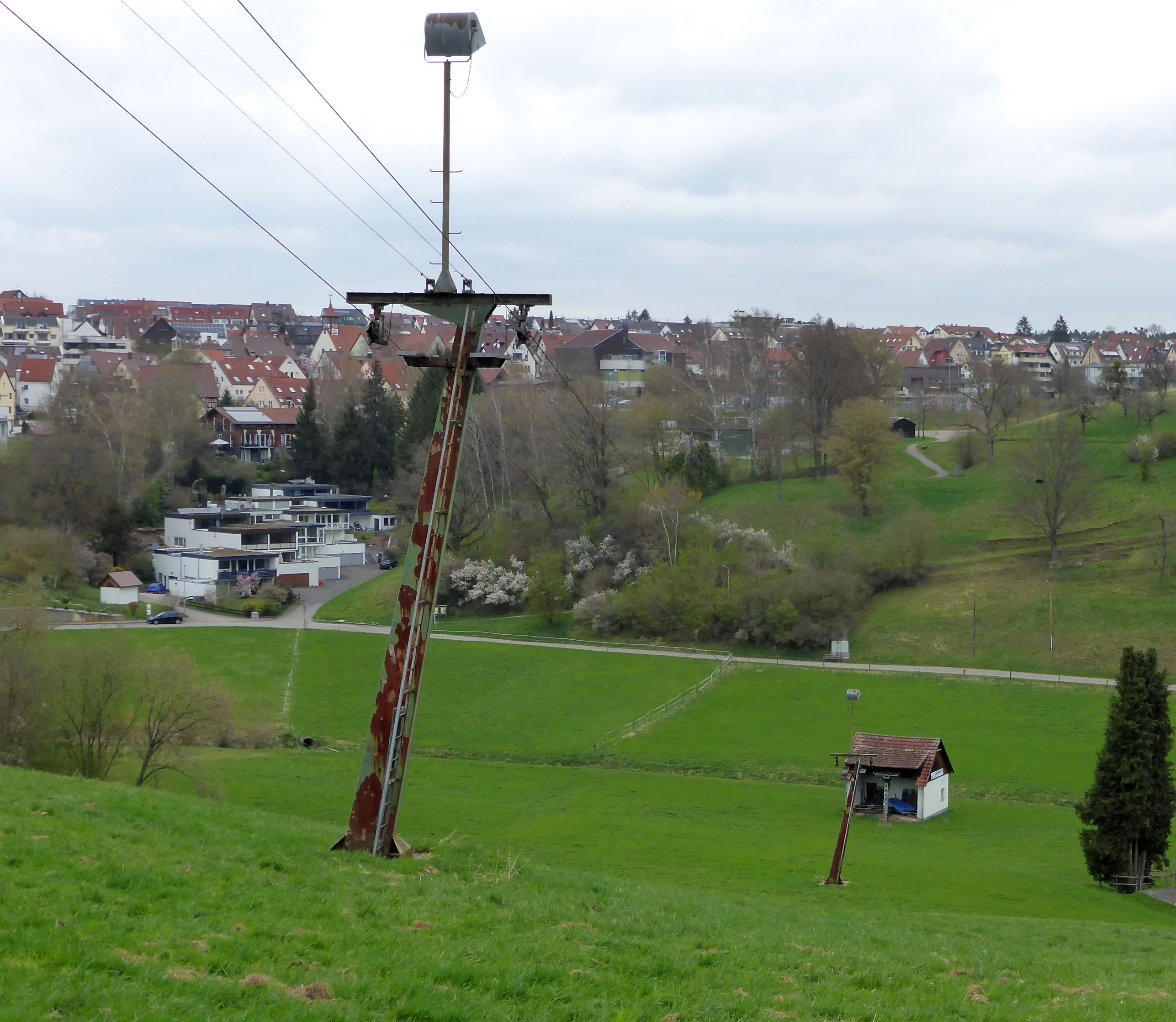
De restanten van de skilift vlak naast de Obere Mühle

De Hauberg, tussen Musberg en Steinenbronn, was tussen de jaren 20 van de 20e eeuw en 1995 een regionaal bekend centrum voor skisport. Vlak bij de Obere Mühle werd een sleeplift voor skiërs aangelegd. Deze heeft vanaf 1965 dienstgedaan. Wegens een regelmatig gebrek aan sneeuw maar ook door problemen binnen de familie over erfrechten is in 1995 de lift buiten gebruik gesteld. Wat resteert zijn de stalen masten, de spaninrichting op de Hauberg, de staalkabels, het motorhuisje beneden bij de Obere Mühle en het afzetvlak van de skischans die boven aan de helling bij de Eselsmühle was gebouwd. Tegenwoordig groeien daarnaast al flinke naaldbomen. Vroeger sprongen skispringers van hier zo ver mogelijk naar de Reichenbach, waarover voor de gelegenheid een brug van boomstammen werd gelegd als extra uitlooplengte na de landing. Bij de feestelijke inwijding in 1955 werd Albert Röhrle de winnaar met een sprong van 32 meter.  Het uiteindelijke record van 45 meter op deze schans werd gesprongen door Georg Thoma, Duits kampioen skispringen in 1960, 1961 en 1962.

## Sage
Er bestaat een sage over het leven van de molenaar van de Obere Mühle, die in het kort als volgt luidt: 
De molenaar van de Obere Mühle werkte hard maar was ook erg gierig. Op een avond bood hij een varende handelaar onderdak voor de nacht aan. ’s Nachts stal de molenaar de inkomsten van de handelaar. Die bemerkte de diefstal, maar werd door de molenaar van het erf verjaagd. Op veilige afstand sprak de handelaar een vreselijke vloek over de molenaar uit. Er volgde groot ongeluk, een muizenplaag, ziekte en meer narigheid voor de molen. De molenaar raakte daardoor in armoede en moest de molen aan de eerstvolgende verkopen.

## Externe adressen
- De Obere Mühle in het Siebenmühlental
- De Obere Mühle in het Siebenmühlental
- Eigen presentatie van de Obere Mühle

Obere Mühle · Eselsmühle · Mäulesmühle · Seebruckenmühle · Schlechtenmühle · Walzenmühle · Schlösslesmühle · Kochenmühle · Obere Kleinmichelesmühle · Untere Kleinmichelesmühle · Burkhardtsmühle